# Pioltello
Pioltello település Olaszországban, Lombardia régióban, Milánó megyében. Lakosainak száma 36 061 fő (2023. január 1.). Pioltello Cernusco sul Naviglio, Rodano, Peschiera Borromeo, Segrate és Vimodrone községekkel határos.

## Népesség
A település lakossága az elmúlt években az alábbi módon változott:
| Lakosok száma | 36 782 | 37 045 | 36 920 | 36 061 |
|               | 2013   | 2017   | 2018   | 2023   |